# Worship Central
Worship Central é uma escola cristã de adoração da Holy Trinity Brompton (HTB), a igreja que também foi pioneira no Alpha Course. A Worship Central foi lançada em 2006. A escola é dirigida por Tim Hughes e Al Gordon. O objetivo da Worship Central é "encontrar Deus, equipar o adorador e capacitar a igreja local". A escola já formou milhares de líderes de louvor, músicos e adoradores em todo o mundo. 

## Líderes de louvor
A Worship Central envolve vários líderes com base na HTB. O núcleo da equipe de louvor da Worship Central inclui: 
- Tim Hughes
- Al Gordon
- Ben Cantelon
- Nikki Fletcher
- Lucas Hellebroth

## Discografia
- Lifting High (2009, Kingsway)
- Unplugged (2009)
- Counting on Your Name (2011, Mandarin)
- Spirit Break Out (2011, Kingsway) - Gravado no HMV Forum, em frente à uma plateia ao vivo com 2.300 pessoas.
- Let It Be Known (2013)